# Cosmosoma thoracica
Cosmosoma thoracica là một loài bướm đêm thuộc phân họ Arctiinae, họ Erebidae.